# Anosia auriflava
Anosia auriflava är en fjärilsart som beskrevs av Van Eecke 1914. Anosia auriflava ingår i släktet Anosia och familjen praktfjärilar. Inga underarter finns listade i Catalogue of Life.